# 鷹栖町立鷹栖中学校
鷹栖町立鷹栖中学校（たかすちょうりつたかすちゅうがっこう）は、北海道上川郡鷹栖町にある公立中学校。特別支援学級が置かれている。学校の別名は鷹中(たかちゅう)と呼ばれている。

## 沿革
- 1981年9月　鷹栖第一中学校と鷹栖第二中学校の統合が決議。
- 1983年4月　鷹栖町立鷹栖中学校が創立。

## 交通アクセス
- JR旭川駅より12km

## 教育目標
“自立　持続　感動”を掲げている。

## 歴代校長
- 吉田俊夫
- 藤澤明
- 栗林由夫
- 中省三
- 宇野滋
- 鎌田好行
- 坂本昭男
- 花本俊一
- 佐藤博光
- 丸田利則
- 竹内善雄（現職）

## 部活動

### 運動部
- サッカー
- バレー
- 男子テニス
- 女子テニス
- 男子バスケットボール
- 女子バスケットボール
- バドミントン
- クロスカントリースキー
- 野球
- 剣道

### 文化部
- 吹奏楽

## 生徒数
2022年4月1日現在、1年生50人、2年生60人、3年生83人、合計193人になっている。

## 学校周辺
- 鷹栖町役場
- たかすメロディーホール
- 鷹栖町総合体育館
- 鷹栖町総合スポーツ公園